# Vesicularia padangensis
Vesicularia padangensis är en bladmossart som beskrevs av Fleischer 1923. Vesicularia padangensis ingår i släktet Vesicularia och familjen Hypnaceae. Inga underarter finns listade i Catalogue of Life.